# Discografia de Maiara & Maraisa
A discografia da dupla sertaneja Maiara & Maraisa, consiste em dois álbuns de estúdio, quatro álbuns ao vivo, três extended plays e dezesseis singles.

## Álbuns

### Estúdio
| Álbum                                    | Detalhes                                                                                  |
| ---------------------------------------- | ----------------------------------------------------------------------------------------- |
| Geminis Totalmente Livre                 | - Lançamento: Março de 2004 - Formatos: CD - Gravadora: Independente                      |
| No Dia do Seu Casamento                  | - Lançamento: 24 de agosto de 2014 - Formatos: Download digital - Gravadora: Independente |
| Festa das Patroas (com Marília Mendonça) | - Lançamento: 4 de setembro de 2020 - Formatos: Download digital - Gravadora: Som Livre   |

### Ao vivo
| Álbum                                         | Detalhes                                                                                          | Certificações  |
| --------------------------------------------- | ------------------------------------------------------------------------------------------------- | -------------- |
| Ao Vivo em Goiânia                            | - Lançamento: 4 de março de 2016 - Formatos: CD, DVD, download digital - Gravadora: Som Livre     | - : Diamante   |
| Ao Vivo em Campo Grande                       | - Lançamento: 24 de março de 2017 - Formatos: CD, DVD, download digital - Gravadora: Som Livre    | - : Diamante   |
| Agora É Que São Elas 2 (com Marília Mendonça) | - Lançamento: 13 de abril de 2018 - Formatos: Download digital - Gravadora: Som Livre             | - : 2× Platina |
| Reflexo - Ao Vivo                             | - Lançamento: 30 de novembro de 2018 - Formatos: CD, DVD, download digital - Gravadora: Som Livre | - : 2× Platina |

## Singles

### Como artista principal
| Ano  | Título                                                  | Melhor posição | Certificações      | Álbum                         |
| Ano  | Título                                                  | BRA            | Certificações      | Álbum                         |
| ---- | ------------------------------------------------------- | -------------- | ------------------ | ----------------------------- |
| 2013 | "No Dia do Seu Casamento"                               | —              | - PMB: 2× Platina  | No Dia do Seu Casamento       |
| 2014 | "É Rolo" (part. Jorge & Mateus)                         | —              | - PMB: Ouro        | No Dia do Seu Casamento       |
| 2014 | "Dois Idiotas"                                          | —              | - PMB: 2× Platina  | No Dia do Seu Casamento       |
| 2014 | "Você Se Transformou"                                   | —              | - PMB: Platina     | No Dia do Seu Casamento       |
| 2015 | "10%"                                                   | 6              | - PMB: 3× Diamante | Ao Vivo em Goiânia            |
| 2016 | "Medo Bobo"                                             | 1              | - PMB: 3× Diamante | Ao Vivo em Goiânia            |
| 2016 | "Você Faz Falta Aqui"                                   | 1              | - PMB: 2× Platina  | Ao Vivo em Campo Grande       |
| 2017 | "Sorte Que Cê Beija Bem"                                | 1              | - PMB: 2× Diamante | Ao Vivo em Campo Grande       |
| 2017 | "Bengala e Crochê"                                      | 1              | - PMB: Platina     | Ao Vivo em Campo Grande       |
| 2018 | "Quem Ensinou Fui Eu"                                   | 3              | - PMB: Diamante    | Não adicionado à nenhum álbum |
| 2018 | "Coração Infectado"                                     | 1              | - PMB: 2× Platina  | Reflexo - Ao Vivo             |
| 2019 | "Não Abro Mão"                                          | 1              | - PMB: Diamante    | Reflexo - Ao Vivo             |
| 2019 | "Nem Tchum"                                             | 1              | - PMB: Diamante    | Reflexo - Ao Vivo             |
| 2019 | "Aí Eu Bebo"                                            | 1              | - PMB: 2× Diamante | Aqui em Casa                  |
| 2020 | "Libera Ela" (part. Dilsinho)                           | 20             | - PMB: Diamante    | Aqui em Casa                  |
| 2020 | "Quero Você do Jeito Que Quiser" (com Marília Mendonça) | 20             |                    | Patroas                       |
| 2021 | "Todo Mundo menos Você" (com Marília Mendonça)          | 2              |                    | Patroas                       |
| 2022 | "A Culpa é Nossa"                                       | 1              |                    | TBA                           |
| 2023 | "Felizes para Sempre"                                   | 7              |                    | TBA                           |
| 2023 | "Narcisista"                                            | 5              |                    | TBA                           |

### Como artista convidado
| Ano  | Título                                                               | Melhor posição | Álbum                                       |
| Ano  | Título                                                               | BRA            | Álbum                                       |
| ---- | -------------------------------------------------------------------- | -------------- | ------------------------------------------- |
| 2016 | "Localização" (Villa Baggage part. Maiara & Maraisa)                 | —              | #DoNossoJeito                               |
| 2016 | "50 Reais" (Naiara Azevedo part. Maiara & Maraisa)                   | 2              | Totalmente Diferente                        |
| 2016 | "Até Ex Duvida" (Day & Lara part. Maiara & Maraisa)                  | 27             | Day & Lara (...)                            |
| 2017 | "Modão Duido" (Michel Teló part. Maiara & Maraisa)                   | 6              | Bem Sertanejo - O Show                      |
| 2017 | "Esqueci Como Namora" (Nego do Borel part. Maiara & Maraisa)         | 38             | Não adicionado à nenhum álbum               |
| 2017 | "Que Amizade é Essa?" (Mano Walter part. Maiara & Maraisa)           | 42             | Não adicionado à nenhum álbum               |
| 2017 | "Lacradora" (Claudia Leitte part. Maiara & Maraisa)                  | 78             | Não adicionado à nenhum álbum               |
| 2017 | "Quem Paga é o Coração" (Zé Neto & Cristiano part. Maiara & Maraisa) | 28             | Um Novo Sonho                               |
| 2017 | "#baladeira" (Diego & Victor Hugo part. Maiara & Maraisa)            | 40             | Sem Contraindicação                         |
| 2018 | "A Casa Chora" (Gabriel Diniz part. Maiara & Maraisa)                | 37             | GD na Ilha                                  |
| 2018 | "Oi Nego" (Jefferson Moraes part. Maraisa)                           | 7              | Não adicionado à nenhum álbum               |
| 2018 | "Uma Lá, Duas Cá" (Léo Santana part. Maiara & Maraisa)               | 18             | Inovando                                    |
| 2018 | "Cobaia" (Lauana Prado part. Maiara & Maraisa)                       | 36             | Verdade                                     |
| 2019 | "Zona de Risco" (Fernando & Sorocaba part. Maiara & Maraisa)         | 8              | O Chamado da Floresta                       |
| 2019 | "Mensagem só de Ida" (Yasmin Santos part. Maiara e Maraisa)          | 29             | Ao Vivo em São Paulo                        |
| 2019 | "Bebaça" (Marília Mendonça part. Maiara & Maraisa)                   | 14             | Todos os Cantos                             |
| 2019 | "SOS Cama" (Thiago & Graciano part. Maiara & Maraisa)                | 36             | Como Tem Que Ser - Vol. 1                   |
| 2019 | "Alô Som" (Fernando & Sorocaba part. Maiara & Maraisa)               | 36             | Isso é Churrasco                            |
| 2019 | "Medalha de Prata" (Zé Felipe part. Maiara & Maraisa)                | 6              | Ao Vivo                                     |
| 2023 | "Que Dure Para Sempre" (Daniel part. Maiara & Maraisa)               | —              | Daniel 40 Anos: Celebra João Paulo & Daniel |
| 2023 | "Te Cuida Coração" (Daniel part. Maiara & Maraisa)                   | —              | Daniel 40 Anos: Celebra João Paulo & Daniel |
| TBA  | "Bêbada Favorita" (Luísa Sonza part. Maiara & Maraisa)               | —              | Escândalo Íntimo                            |

### Singlespromocionais
| Ano  | Título                                        | Álbum                         |
| ---- | --------------------------------------------- | ----------------------------- |
| 2014 | "Show Completo"                               | No Dia do Seu Casamento       |
| 2014 | "Cuida Bem Dela"                              | Não adicionado à nenhum álbum |
| 2015 | "Se Olha no Espelho" (part. Cristiano Araújo) | Ao Vivo em Goiânia            |
| 2017 | "Se Sinta, Se Ache"                           | Não adicionado à nenhum álbum |
| 2018 | "GPS"                                         | Não adicionado à nenhum álbum |